# Íngrid Medrano
Íngrid Xiomara Medrano Cuéllar  (ur. 6 lipca 1979) – salwadorska zapaśniczka w stylu wolnym. Olimpijka z Pekinu 2008, gdzie zajęła dziewiąte miejsce w kategorii 48 kg.
Na mistrzostwach świata w 2001 zajęła jedenaste miejsce. Srebrna medalistka igrzysk panamerykańskich w 2007. Zdobyła pięć medali na mistrzostwach panamerykańskich, srebrny w 2008. Wicemistrzyni igrzysk Ameryki Środkowej i Karaibów w 2002 roku.
Uprawiała także judo. Zdobyła złoty medal na igrzyskach Ameryki Środkowej i Karaibów w 1998 roku.
Zawodniczka MMA. W zawodowych walkach od 2014 roku, wygrała jeden pojedynek.